# آرثر شاوكروس
آرثر شاوكروس (6 يونيو 1945 - 10 نوفمبر 2008) المعروف أيضًا باسم جينيسي ريفر كيلر قاتل متسلسل أمريكي في روتشستر في ولاية نيويورك ارتكب جرائمه من عام 1972 حتى عام 1989.
وقعت أولى جرائم القتل المعروفة لشاوكروس في مسقط رأسه في ووترتاون في نيويورك، حيث قتل صبيًا وفتاة. بموجب شروط صفقة الإقرار بالذنب سُمح له بالاعتراف بالذنب في تهمة القتل العمد التي قضى بسببها 14 عامًا من حكم بالسجن لمدة 25 عامًا. قتل شاوكروس معظم ضحاياه في عامي 1988 و1989 بعد أن حصل على إفراج مشروط مبكر، وهو ما أثار جدلا لاحقًا. جاب عامل خدمة الطعام شاوكروس شوارع روتشستر في سيارة دودج أومني 1984 لصديقته (استخدمت لاحقًا شيفروليه سيليبريتي 1987) بحثًا عن عاملات في الجنس لقتلهن.
توفي شاوكروس في 10 نوفمبر 2008 بينما كان يقضي عقوبة بالسجن لمدة 250 عامًا لجرائمه عن عمر يناهز 63 عامًا. حدد الدكتور مايكل هـ. ستون أستاذ الطب النفسي بجامعة كولومبيا وخبير في السلوك العنيف شاوكروس بأنه «واحد من أفظع الأمثلة على الإفراج غير المبرر عن سجين» في كتابه تشريح الشر.